# Tadeusz Synowiec
Tadeusz Synowiec (11 novembre 1889 – 7 novembre 1960) è stato un calciatore polacco, di ruolo centrocampista.

## Carriera

### Club
Ha giocato tutta la carriera nel campionato polacco.

### Nazionale
Con la nazionale ha preso parte alle Olimpiadi del 1924.

## Palmarès

### Club

#### Competizioni nazionali
- Campionato polacco: 1

KS Cracovia: 1921